# チャッチュオン・モクシー
チャッチュオン・モクシー（タイ語: ชัชชุอร โมกศรี、ラテン翻記: Chatchu-on Moksri、1999年11月6日 - ）は、タイ王国の女子バレーボール選手である。タイ代表。

## 来歴
2014年のアジアユース選手権に出場し、銀メダルを獲得し、自身もベストアウトサイドヒッター賞を受賞した。同年9月にイタリアで開催された世界選手権でシニア代表のデビューを果たした。2016年のリオ五輪世界最終予選、ワールドグランプリなどにも出場した。2017年8月のアジア選手権では準優勝に大きく貢献し、自身もベストアウトサイドヒッター賞を受賞した。
2018年7月、V.LEAGUE Division1のPFUブルーキャッツとアジア人枠として契約予定と報じられ、8月10日にPFUが入団を発表した。
2019年6月3日、PFUブルーキャッツ公式サイトにて退団が発表された。
2019年、ネーションズリーグに出場した。同年8月のアジア選手権では銀メダルを獲得した。
PFU退団後はタイに戻り、2019/20シーズンはナコンラチャシマでプレーした。
その後はトルコリーグのサリエル・ベレディイェスポルへ移籍し、2020/21シーズンから2022/23シーズンまで所属。
2023年9月1日、2023/24シーズンの新規加入選手として、ヴィクトリーナ姫路への入団が発表された。

## 球歴
- 世界選手権 - 2014年、2018年
- ワールドグランプリ - 2015年、2016年、2017年
- ネーションズリーグ - 2018年、2019年、2022年
- アジア選手権 - 2017年、2019年
- アジアカップ - 2014年

## 所属クラブ
- アユタヤ A.T.C.C（英語版）
- PFUブルーキャッツ（2018-2019年）
- ナコンラチャシマ（2019-2020年）
- サリエル・ベレディイェスポル（2020-2023年）
- ヴィクトリーナ姫路 #19（2023年-）

## 受賞歴
- 2014年 - アジアユースバレーボール選手権 ベストアウトサイドヒッター 2位
- 2015年 - VTV国際バレーボールカップ（英語版） ベストアウトサイドヒッター
- 2017年 - アジア選手権 ベストアウトサイドヒッター賞
- 2022年 - AVCカップ ベストアウトサイドヒッター
- 2024年 - V.LEAGUE Division2 最高殊勲選手賞、ブロック賞

## 参考
- サイアムスポーツ（タイ語）